# Шик, Маргарет Луиза
Маргарет Луиза Шик (нем. Margarete Luise Schick, урожденная Хамель (нем. Hamel); 26 апреля 1773, Майнц, Майнцское курфюршество — 29 апреля 1809, Берлин) — немецкая оперная певица (сопрано). Участница Берлинской королевской оперы, она была известна тем, что интерпретировала главные партии в операх Кристофа Виллибальда Глюка, пела на немецком языке с идеальной дикцией и весьма убедительно. Она была солисткой на коронации императора Священной Римской империиЛеопольда II, где дирижировал сам Вольфганг Амадей Моцарт.

## Биография
Маргарет Луиза Хамель родилась 26 апреля 1773 года в городе Майнце в семье фаготиста Иоганна Непомука Хамеля (1728–1792), игравшего у курфюрста Фридриха Карла Йозефа фон Эрталя. Её матерью была Джулиана Келлер (род. 1745).
Ее отец давал ей первые уроки игры на фортепиано с шестилетнего возраста, а певица и преподаватель вокала Франциска Хельмут учила её пению. В возрасте десяти лет она переехала в Вюрцбург, чтобы продолжить обучение  под руководством итальянского профессора Стефани; она оставалась в этой школе в течение пяти лет. 

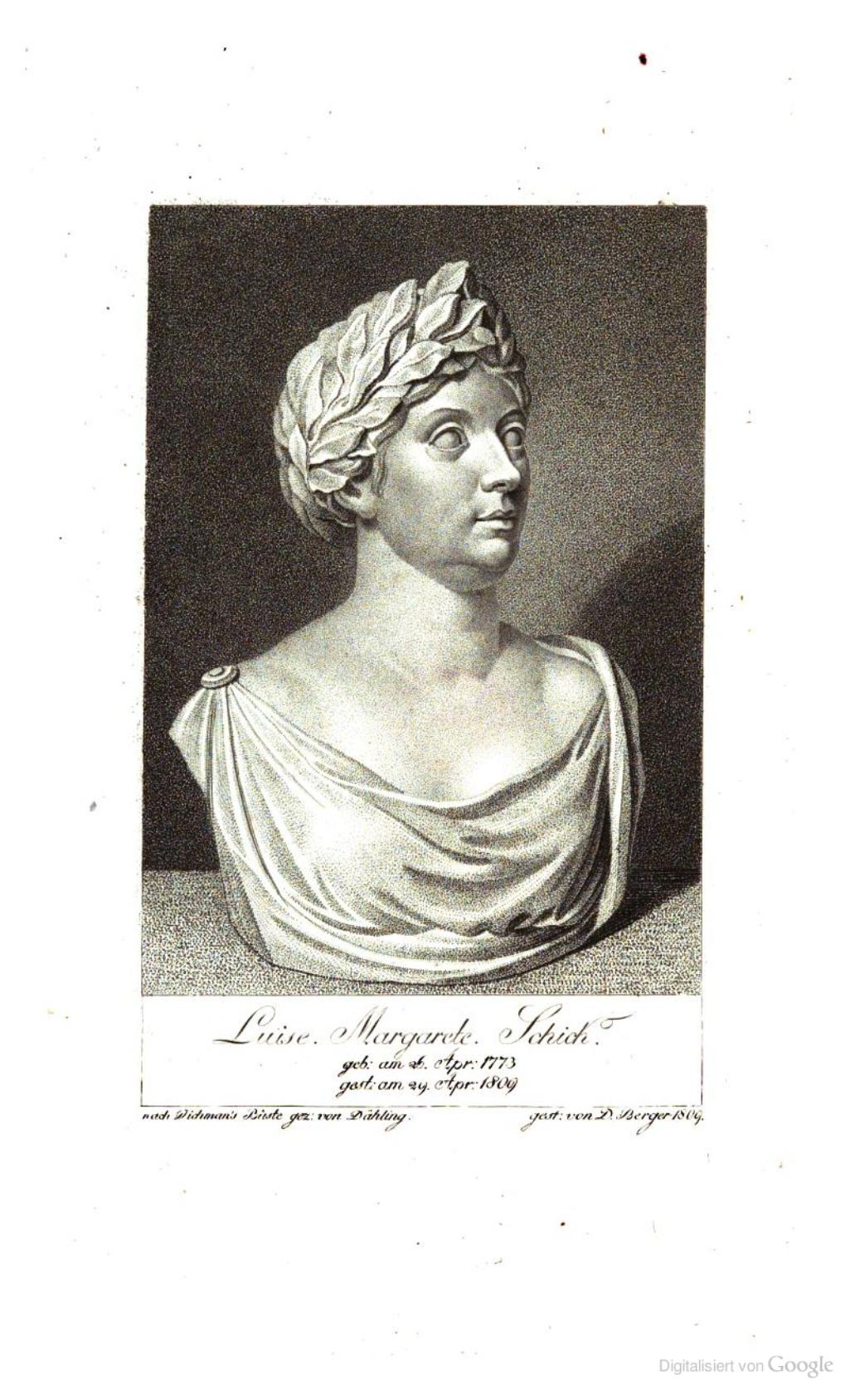
Маргарет Луиза Шик

В 1791 году Маргарет Луиза Хамель вышла замуж за скрипача Эрнста Йохана Кристофа Шика (нем. Ernst Johann Christoph Schick) (1756—1815) и впервые выступила на сцене в Майнце в 1788 году в главной роли Лиллы. 
Она выступала в роли Церлины в первом немецком исполнении оперы Моцарта «Дон Жуан» 13 марта 1789 года в Майнце, повторенном 3 мая во Франкфурте, с Карлом Давидом Стегманном в главной роли.
Ещё одной её выдающейся ролью была Сюзанна в «Свадьбе Фигаро». В 1794 году он выступала с блестящим успехом в Гамбурге, а затем в Берлине на сцене Королевской оперы. В особенности она производила впечатление в «Алцесте» и «Ифигении в Тавриде» Глюка.
Маргарет Луиза Шик скончалась 29 апреля 1809 года в городе Берлине и была торжественно похоронена 3 мая.
Она стала матерью четверых детей, трех девочек и своего сына Фридриха (1794—1860) [3]. Одна из девочек умерла совсем молодой. Ее старшая дочь Джули (род около 1790) также была певицей и работала в Берлинской опере с 1807 по 1811 год. Она вышла замуж за районного администратора Карла Фридриха Людвига фон Шетцеля (ок. 1794) и стала матерью певицы Паулины фон Шетцель (1811—1882 ), которая как и мать стала оперной певицей (сопрано).